# Szmojmirovo
Szmojmirovo (macedónul: Смојмирово), település Észak-Macedóniában, a Kelet-Macedóniai körzet Berovói járásában.

## Népesség
| Lakosok száma | 727  | 796  | 854  | 827  | 812  | 828  | 825  | 765  | 526  |
|               | 1948 | 1953 | 1961 | 1971 | 1981 | 1991 | 1994 | 2002 | 2021 |

2002-ben 765 lakosa volt, akik közül 764 macedón és 1 szerb.